# Canton d'Orléans-Carmes
Ne doit pas être confondu avec canton d'Orléans-2.
Le canton d'Orléans-Carmes est une ancienne division administrative française, située dans le département du Loiret en région Centre-Val de Loire.
Le canton a successivement porté les noms de canton d'Orléans-Ouest, canton d'Orléans 2e ou canton d'Orléans-II.
Le canton est créé en 1806 au cours du Premier Empire et change d'appellation en 1973 sous la Cinquième République.
Le canton est supprimé à la suite du redécoupage de 2015.

## Histoire
Selon le décret impérial du 21 août 1806 intitulé « décret contenant rectification de plusieurs Cantons dont sont composés les Justices de paix du département du Loiret », la ville d'Orléans est redécoupée (deux cantons supplémentaires).
Le canton d'Orléans-2e ou canton d'Orléans-Ouest est alors créé.
Le redécoupage des arrondissements intervenu en 1926 n'affecte pas le canton d'Orléans-Ouest, rattaché depuis 1806 à l'arrondissement d'Orléans.
Avec le décret du 23 juillet 1973, le canton d'Orléans-Ouest prend le nom de canton d'Orléans-Carmes (ou Orléans-II).

## Représentation

### Liste des conseillers généraux successifs (1833 à 1973)
| Période                                  | Période           | Identité                          | Étiquette            | Qualité |
| ---------------------------------------- | ----------------- | --------------------------------- | -------------------- | --- |
| 10 novembre 1833                         | 1842              | Jean Baptiste Michel Hème-Lemoine |                      | Négociant, membre de la Chambre de commerce Maire d'Orléans (1830-1838) |
| 4 décembre 1842                          | 1848              | Jules Chavanes                    |                      | Raffineur Président de la chambre de commerce Président du Tribunal de commerce |
| 27 août 1848                             | 1852              | Louis Alexandre Martin            | Montagne             | Négociant Député du Loiret (1848-1852) Maire d'Orléans (1848) |
| 7 août 1852                              | 1856 (décès)      | Jules Chavanes                    |                      | Raffineur, négociant Président de la chambre de commerce Président du Tribunal de commerce |
| 27 avril 1856                            | 1870              | Eugène Vignat                     |                      | Négociant Maire d'Orléans (1856-1869) Conseiller d'arrondissement du canton d'Orléans-Nord-Est (1852-1856) Député du Loiret (1869-1870)                                                                 |
| 12 juin 1870                             | 1875 (décès)      | Pierre Noël Adolphe Crespin       |                      | Avocat puis avoué Député du Loiret (1872-1875) Maire d'Orléans (1870-1871) |
| 1er août 1875                            | 1889              | Ernest Fousset                    | Républicain          | Négociant Député du Loiret (1879-1888) Sénateur du Loiret (1888-1900) |
| 4 août 1889                              | 1890 (annulation) | Marcel Charoy                     |                      | Avocat, ancien bâtonnier, conseiller municipal d'Orléans |
| 8 juin 1890                              | 1907              | François Philippe Gavot           | Républicain          | Propriétaire, adjoint au maire d'Orléans, conseiller d'arrondissement |
| 28 juillet 1907                          | 1910 (décès)      | Arthur Gaulier                    | Républicain          | Industriel Conseiller municipal d'Orléans |
| 4 septembre 1910                         | 1919              | René Maingourd                    |                      | Négociant Conseiller municipal d'Orléans |
| 14 décembre 1919                         | 1924 (décès)      | Alexandre-Edouard Avisse          | Radical              | Professeur au lycée d'Orléans |
| 20 juillet 1924                          | 1929 (décès)      | Théophile Chollet                 | Radical              | Professeur agrégé de mathématiques puis commerçant Maire d'Orléans (1925-1929) Député du Loiret (1924-1928)                                                                                             |
| 2 juin 1929                              | 1940              | Léon Thauvin                      | Radical              | Avocat, administrateur de la Caisse d'Epargne et de Prévoyance de Beaugency |
|                                          |                   | Seconde Guerre mondiale           |                      | |
| 1943                                     | 1945              | Louis Simonin (1881-1976)         |                      | Docteur en médecine Maire d'Orléans (1941-1944) Membre de la Commission administrative départementale (1940-1943) Nommé conseiller départemental en 1943 Président du Conseil départemental (1943-1945) |
|                                          |                   |                                   |                      | |
| 1945                                     | 1964              | André Pierre Defaye               | MRP                  | Libraire à Orléans |
| 1964                                     | 1982 (décès)      | Edmond Grossin (1911-1982)        | MRP puis CD puis DVD | Menuisier à Orléans |
| 1982                                     | 1993 (décès)      | Jean Minier                       | RPR                  | Président de la société des abattoirs d'Orléans et directeur de l'aménagement et des équipements de la Chambre de commerce et d'industrie de Paris                                                      |
| 1993                                     | 2008              | Serge Bodard                      | RPR                  | Ancien secrétaire général de la ville d'Orléans Vice-président du conseil général du Loiret |
| 2008                                     | 2015              | Jean-Pierre Gabelle               | MoDem puis UDI       | Employé de banque Conseiller municipal d'Orléans Elu en 2015 dans le Canton d'Orléans-1 |
| Les données manquantes sont à compléter. |                   |                                   |                      | |

### Conseillers d'arrondissement (de 1833 à 1940)
| Période                                  | Période          | Identité                                      | Étiquette          | Qualité |
| ---------------------------------------- | ---------------- | --------------------------------------------- | ------------------ | --- |
| 1833                                     | 1841 (décès)     | Jean François Gaspard Janse (1784-1841)       |                    | Négociant à Orléans, banquier, juge au Tribunal de commerce                                                             |
|                                          |                  |                                               |                    | |
| 1852                                     | 1867 (décès)     | Joseph Hazard                                 |                    | Négociant |
| 1867                                     |                  | Édouard Hazard (1821-1908, fils du précédent) |                    | Ancien manufacturier à Orléans, ancien Capitaine Adjudant Major au 73ème Régiment de mobiles, maire de Neuvy-en-Sullias |
|                                          |                  |                                               |                    | |
|                                          | 1890 (démission) | François Philippe Gavot                       | Républicain        | Propriétaire, adjoint au maire d'Orléans                                                                                |
|                                          |                  |                                               |                    | |
| 1913                                     | 1934             | Octave Dufour                                 | Rad.               | Distillateur, premier adjoint au maire d'Orléans                                                                        |
| 1934                                     | 1940             | André Lebreton                                | Républicain modéré | Commerçant, conseiller municipal d'Orléans                                                                              |
| 1940                                     |                  |                                               |                    | Les conseils d'arrondissement ont été suspendus par la loi du 12 octobre 1940 et n'ont jamais été réactivés             |
| Les données manquantes sont à compléter. |                  |                                               |                    | |

### Résultats électoraux détaillés
- Élections cantonales de 2001 : Serge Bodard (RPR) est élu au 2e tour avec 58,08 % des suffrages exprimés, devant Micheline Prahecq (PS) (41,92 %). Le taux de participation est de 54,19 % (5 576 votants sur 10 290 inscrits)[14].
- Élections cantonales de 2008 : Jean-Pierre Gabelle (UDFD) est élu au 2e tour avec 58,64 % des suffrages exprimés, devant Jean-Philippe  Grand (VEC) (41,36 %). Le taux de participation est de 58,06 % (6 311 votants sur 10 870 inscrits)[15].

## Géographie

### Composition
Le canton d'Orléans-Carmes se compose d’une fraction de la commune d'Orléans. Il compte 18 438 habitants (population municipale) au 1er janvier 2012.
| Nom                 | Code Insee | Intercommunalité  | Population (dernière pop. légale)                |
| ------------------- | ---------- | ----------------- | ------------------------------------------------ |
| Orléans (chef-lieu) | 45234      | Orléans Métropole | Fraction : 18 438(2012) Commune : 114 977 (2014) |

### Démographie
En 2012, le canton comptait 18 438 habitants.
| 1982 | 1990   | 1999   | 2006   | 2011   | 2012   |
| ---- | ------ | ------ | ------ | ------ | ------ |
| -    | 16 419 | 17 932 | 18 182 | 18 597 | 18 438 |

### Statistiques
|    | Labours | Labours | Prés | Prés | Vignes | Vignes | Bois | Bois | Divers | Divers | Total |
| -- | ------- | ------- | ---- | ---- | ------ | ------ | ---- | ---- | ------ | ------ | ----- |
| ha | %       | ha      | %    | ha   | %      | ha     | %    | ha   | %      | ha     |       |
|    |         |         |      |      |        |        |      |      |        |        |       |